# Mengeš
Mengeš (em alemão:  Mansburg) é um município da Eslovênia. A sede do município fica na localidade de mesmo nome.